# Jean-Marc Four
Jean-Marc Four, né le 3 mai 1966, est un journaliste français de radio, directeur de la rédaction de France Inter de 2014 à 2018, directeur de Radio France internationale RFI à partir du 15 mai 2023.

## Biographie

### Formation et débuts professionnels
Diplômé de l’Institut d'études politiques de Bordeaux en 1986, il sort en 1989 du Centre de formation des journalistes et obtient la même année un DESS de correspondant de presse en pays anglophone de l’Université Paris III.
La même année, il effectue son stage d’été à France Inter qui l’embauche.
Il y sera tour à tour reporteur, spécialiste éducation, présentateur des journaux de 6 h 30 et 9 h de la station en 1994, chef du service reportage en 1998 puis présentateur du 13/14 de 2001 à 2002.

### Correspondant de Radio France à Londres
En 2002, Jean-Marc Four est nommé « envoyé spécial permanent » de Radio France à Londres.
Durant les quatre années passées au Royaume-Uni, Jean-Marc Four couvre notamment les attentats du 7 juillet 2005 à Londres dans les transports publics de la ville. Ils feront 56 morts et 700 blessés. En Grande-Bretagne il écrit Tony Blair, l’iconoclaste. Un modèle à suivre ?, un livre qui questionne le blairisme.

### Et pourtant elle tournesur France Inter
Rentré en France en 2006, Jean-Marc Four propose à Frédéric Schlesinger alors directeur de France Inter Et pourtant elle tourne, une émission qui se veut une « fenêtre sur le monde ». « Pour compléter le travail de la rédaction, il s’agit de raconter des histoires et d’apporter une valeur ajoutée un brin décalée aux grands titres de l’actualité internationale. Culture, société, internet, musique, géopolitique, etc. Avec les envoyés permanents et les correspondants de Radio France à l’étranger et toute la rédaction de France Inter, il s’agit de donner la priorité au direct, de réagir aux évènements et de s’adapter en proposant des reportages à durée et à géométrie variables » selon ce qu’a écrit le journaliste-producteur lui-même, sur le site de l’émission.
Jean-Marc Four a tenu pendant trois ans un blog sur le domaine de France Inter. Là aussi c’est « le monde » qui est mis en avant, notamment grâce à une revue de presse présentant la manière dont les autres pays nous voient.
En juin 2008, à la fin de la grille et de la deuxième saison de Et pourtant elle tourne, Jean-Marc Four annonce son intention de prendre un congé de huit mois pour aller, avec sa famille, voir si le monde tourne aussi bien de l’autre côté du globe. Pour sa troisième saison, l’émission est confiée à Bruno Duvic, qui précédemment présentait le journal de 7 h.
De retour en septembre 2009, Jean-Marc Four reprend la présentation de Et pourtant elle tourne, qui s'arrête définitivement à la fin de la saison 2010. Cette décision de la direction de France Inter a été critiquée par les auditeurs comme par la rédaction de la station qui contestera sa disparition de la grille ainsi que celle d’autres émissions, en votant une motion de défiance à Philippe Val, le directeur de la radio publique.

### France Culture
En juillet 2010, Jean-Marc Four quitte donc France Inter pour prendre la direction adjointe de la rédaction de France Culture. En septembre 2012, à la suite du départ de Marc Crépin comme « envoyé spécial permanent » de Radio France à Moscou, il est promu directeur de la rédaction par Olivier Poivre d'Arvor.
Dans la station, en plus de son rôle d'encadrement, il conçoit et présente tous les samedis entre septembre 2011 et juin 2014 Le Secret des sources qui « dissèque et démystifie la fabrique de l’information ».

### Retour à France Inter et France Info
Le 25 juin 2014, Jean-Marc Four est nommé par Laurence Bloch directeur de la rédaction de France Inter, succédant ainsi à Matthieu Aron. Il présente par ailleurs la chronique La mécanique médiatique chaque vendredi matin dans le 7/9 de Nicolas Demorand.
Le 8 janvier 2018, Jean-Marc Four devient directeur de l'information internationale de Radio France.
 Cependant, il continue de présenter une chronique sur France Inter, du lundi au mercredi soir à 18h55 dans Un jour dans le monde de Fabienne Sintes, nommée successivement Le monde à l’envers puis Le monde d'après, où il décrypte l'actualité étrangère.
Parallèlement, il anime chaque jour sur France Info une chronique internationale intitulée Un monde d'avance sur France Info.

### Directeur de Radio France internationale
Le 15 mai 2023, il succède à Cécile Mégie à la tête de Radio France internationale,.